# 297-й истребительный авиационный полк
297-й истребительный авиационный полк (297-й иап) — воинская часть Военно-воздушных сил (ВВС) Вооружённых Сил РККА, принимавшая участие в боевых действиях Великой Отечественной войны.

## Наименования полка
За весь период своего существования полк несколько раз менял своё наименование:
- 297-й истребительный авиационный полк
- 179-й гвардейский истребительный авиационный полк
- 179-й гвардейский Трансильванский истребительный авиационный полк
- 179-й гвардейский Трансильванский ордена Суворова истребительный авиационный полк
- Полевая почта 49727

## Создание полка
297-й истребительный авиационный полк начал формироваться в апреле 1941 года в Одесском военном округе в г. Никополь Запорожской области в составе 66-й истребительной авиационной дивизии ВВС Одесского военного округа. Наименование 297-й истребительный авиационный полк получил 15 августа 1941 года. 16 сентября 1941 года вышел из подчинения штаба 66-й иад и продолжил формироваться в составе ВВС Южного фронта. На 21 сентября 1941 года имел в боевом составе 3 ЛаГГ-3, 10 И-16 и 18 лётчиков. Боевой работы не вёл.
| Ла-5 | ЛаГГ-3 |

## Переформирование полка
297-й истребительный авиационный полк 2 июля 1944 года за образцовое выполнение боевых задач и проявленные при этом мужество и героизм переименован в 179-й гвардейский истребительный авиационный полк.

## В действующей армии
В составе действующей армии:
- с 31 июля 1941 года по 23 ноября 1941 года
- с 9 июня 1942 года по 9 июля 1942 года
- с 20 августа 1942 года по 9 сентября 1942 года
- с 7 февраля 1943 года по 2 июля 1944 года.

## Командиры полка
- майор Ларионов Евгений Александрович[3], 09.1941 — 08.1942
- майор Ольховский Николай Иванович[3], 02.1943 — 07.06.1943
- капитан, майор, подполковник Матвиенко Степан Александрович[3], 07.06.1943 — 10.1948

## В составе соединений и объединений
| Период        | Фронт (округ)            | армия                | корпус                                            | дивизия                                             | примечание                                                          |
| ------------- | ------------------------ | -------------------- | ------------------------------------------------- | --------------------------------------------------- | ------------------------------------------------------------------- |
| 04.1941 г.    | Одесский военный округ   | ВВС округа           |                                                   | 66-я истребительная авиационная дивизия             | г. Никополь Запорожской области                                     |
| 16.09.1941 г. | Южный фронт              | ВВС фронта           |                                                   |                                                     |                                                                     |
| 20.12.1941 г. | Закавказский фронт       | ВВС фронта           |                                                   | 11-й запасной истребительный авиационный полк       | Кировабад, ЛаГГ-3                                                   |
| 31.03.1942 г. | Московский военный округ | ВВС округа           |                                                   | 2-й запасной истребительный авиационный полк        | Сейма Горьковской области, ЛаГГ-3                                   |
| 09.06.1942 г. | Западный фронт           | 1-я воздушная армия  |                                                   | 234-я истребительная авиационная дивизия            | ЛаГГ-3                                                              |
| 16.06.1942 г. | Юго-Западный фронт       | 8-я воздушная армия  |                                                   | 269-я истребительная авиационная дивизия            | ЛаГГ-3                                                              |
| 06.07.1942 г. | Юго-Западный фронт       | 8-я воздушная армия  |                                                   | 268-я истребительная авиационная дивизия            | ЛаГГ-3                                                              |
| 28.07.1942 г. | Московский военный округ | ВВС округа           |                                                   | 2-й запасной истребительный авиационный полк        | Сейма Горьковской области, Ла-5                                     |
| 20.08.1942 г. | Сталинградский фронт     | 8-я воздушная армия  |                                                   | 287-я истребительная авиационная дивизия            | Ла-5                                                                |
| 20.09.1942 г. | Московский военный округ | ВВС округа           |                                                   | 2-й запасной истребительный авиационный полк        | переформирован по новому штату, ст. Сейма Горьковской области, Ла-5 |
| 07.02.1943 г. | Брянский фронт           | 15-я воздушная армия |                                                   | 286-я истребительная авиационная дивизия            | Ла-5                                                                |
| 15.03.1943 г. | Центральный фронт        | 16-я воздушная армия |                                                   | 286-я истребительная авиационная дивизия            | Ла-5                                                                |
| 14.05.1943 г. | Воронежский фронт        | 2-я воздушная армия  | 4-й истребительный авиационный корпус             | 302-я истребительная авиационная дивизия            | Ла-5                                                                |
| 23.07.1943 г. | Степной фронт            | 5-я воздушная армия  | 4-й истребительный авиационный корпус             | 302-я истребительная авиационная дивизия            | Ла-5                                                                |
| 20.10.1943 г. | 2-й Украинский фронт     | 5-я воздушная армия  | 4-й истребительный авиационный корпус             | 302-я истребительная авиационная дивизия            | Ла-5                                                                |
| 02.07.1944 г. | 2-й Украинский фронт     | 5-я воздушная армия  | 3-й гвардейский истребительный авиационный корпус | 14-я гвардейская истребительная авиационная дивизия | полк переименован в гвардейский, Ла-5                               |

## Участие в операциях и битвах
- Воронежско-Ворошиловградская операция — с 28 июня 1942 года по 24 июля 1942 года.
- Донбасская операция — с 7 июля 1942 года по 24 июля 1942 года.
- Сталинградская битва — с 17 июля 1942 года по 28 июля 1942 года.
- Сталинградская битва — с 20 августа 1942 года по 20 сентября 1942 года.
- Воздушная операция по уничтожению авиации на аэродромах — с 6 мая 1943 года по 8 мая 1943 года
- Поддержка войск Центрального фронта в районе Курского выступа — с 15 марта 1943 года по 14 мая 1943 года
- Курская битва — с 5 июля 1943 года по 12 июля 1943 года.
- Белгородско-Харьковская операция — с 3 августа 1943 года по 23 августа 1943 года.
- Черниговско-Припятская операция — с 26 августа 1943 года по 30 сентября 1943 года.
- Кировоградская наступательная операция — с 5 января 1944 года по 16 января 1944 года.
- Корсунь-Шевченковская операция — с 24 января 1944 года по 17 февраля 1944 года.
- Уманско-Ботошанская операция — с 5 марта 1944 года по 17 апреля 1944 года.

## Благодарности Верховного Главнокомандующего
Верховным Главнокомандующим объявлены благодарности:
- за освобождение города Кировоград[4]

## Отличившиеся воины
- Добродецкий Анатолий Васильевич, младший лейтенант, лётчик 297-го истребительного авиационного полка 302-й истребительной авиационной дивизии 4-го истребительного авиационного корпуса 5-й воздушной армии 4 февраля 1944 года удостоен звания Герой Советского Союза. Посмертно.
- Корольков Сергей Иванович, капитан, штурман 297-го истребительного авиационного полка 302-й истребительной авиационной дивизии 4-го истребительного авиационного корпуса 5-й воздушной армии Степного фронта Указом Президента Российской Федерации № 2259 от 31 декабря 1994 года удостоен звания Героя Российской Федерации (посмертно).

## Статистика боевых действий
Всего за период с 1941 года по 08.11.1943 года Великой Отечественной войны полком:
| Выполнено боевых вылетов | Сбито самолётов в воздухе за 1941—1943 гг. | Уничтожено самолётов всего за 1941—1943 гг. |
| ------------------------ | ------------------------------------------ | ------------------------------------------- |
| 2596                     | 216                                        | 216                                         |

Свои потери:
| Потеряно самолётов, всего | Погибло лётчиков всего |
| ------------------------- | ---------------------- |
| 111                       | 57                     |

## Самолёты на вооружении
| Период      | Самолёты |
| ----------- | -------- |
| 1940 — 1943 | ЛаГГ-3   |
| 1943 — 1945 | Ла-5     |